# Richard Seddon

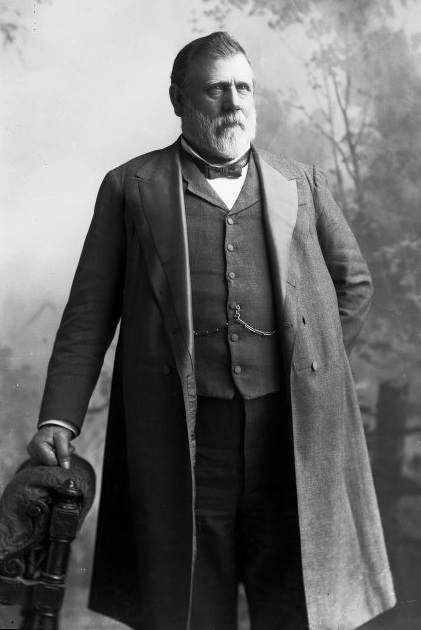
Richard Seddon (1905)

Richard John Seddon (* 22. Juni 1845 in Ecclestone; † 10. Juni 1906 auf See), auch bekannt als King Dick, war der 15. Premierminister von Neuseeland und der mit der längsten Amtszeit. Er wird von einigen, darunter dem Historiker Keith Sinclair, als einer der größten politischen Führer Neuseelands angesehen.

## Frühes Leben
Seddon wurde 1845 im englischen Ecclestone nahe St Helens in Lancashire als Sohn eines Schuldirektors und einer Lehrerin geboren. Sein Vater Thomas Seddon wurde 1807 geboren. Er heiratete Jane Lindsay am 8. Februar 1842 in der Christ Church in Eccleston. Thomas und Jane hatten folgende Kinder:
- Thomas (* 1842; † 1849)
- Phoebe Ellen (* 1843, heiratete am 9. Mai 1863 in Eccleston William Cunliffe).
- Richard John (* 1845)
- Edward Youd (* 1847)
- William (* 1849)
- James (* 1849)
- Mary Jane (* 1857).

Seddon erreichte in der Schule keine guten Leistungen und galt als widerspenstig. Trotz der Versuche seiner Eltern, ihm eine klassische Erziehung angedeihen zu lassen, entwickelte Seddon eher ein Interesse für die Ingenieurwissenschaften. Mit 12 Jahren verließ er die Schule. Nachdem er eine kurze Zeit auf der Farm seines Großvaters, in Barrow Nook Hall gearbeitet hatte, hatte er mehrere Jobs in Gießereien in Liverpool.
Mit 18 Jahren emigrierte er nach Australien und begann, in den Eisenbahnwerkstätten in Melbourne zu arbeiten. Er wurde vom Goldrausch erfasst und ging nach Bendigo, wo er einige Zeit ohne größeren Erfolg als Goldgräber arbeitete. 1865 oder 1866 verlobte er sich mit Louisa Jane Spotswood, ihre Familie verweigerte jedoch die Heirat, bis Seddon in gesicherteren finanziellen Verhältnissen wäre.
1866 zog Seddon an Neuseelands West Coast. Anfangs arbeitete er in den Goldfeldern von Waimea. Es soll dort zu einigem Vermögen gekommen sein und kehrte kurz nach Melbourne zurück, um Louisa zu heiraten. Er gründete einen Laden, später bot er auch Alkohol an und der Laden wurde zum Pub.

## Frühe Karriere

### Lokalpolitiker
Seddons ersten politischen Tätigkeiten fanden in verschiedenen kommunalen Gremien statt, so im Arahura Road Board. Er wurde später in den Rat der Provinz Westland gewählt, in dem er Arahura vertrat. Allmählich wurde Seddon an der West Coast als Verfechter der Rechte und Interessen der Bergleute bekannt und häufig zu verschiedenen politischen Fragen konsultiert.
1877 wurde Seddon zum ersten Bürgermeister von Kumara, das dabei war eine bedeutende Goldsucherstadt zu werden, gewählt. Er hatte im Jahr zuvor einen Claim in Kumara abgesteckt und verlegte kurz danach sein Geschäft hierher. Trotz gelegentlicher finanzieller Probleme – so war er 1878 zahlungsunfähig und konnte den Bankrott nur durch Einigung mit seinen Gläubigern verhindern – ging seine politische Karriere gut voran.

### Einzug ins Parlament
Seddon kandidierte bei den Parlamentswahlen 1876 erstmals für den Wahlbezirk Hokitika für das Neuseeländische Parlament, jedoch ohne Erfolg. Bei den Wahlen 1879 war er erfolgreich und vertrat Hokitika bis 1881, dann bis 1890 den Wahlbezirk Kumara, anschließend bis zu seinem Tode 1906 Westland.
Im Parlament richtete er sich an George Grey aus, einem früheren Generalgouverneur von Neuseeland, der dann Premierminister wurde. Seddon nahm später für sich in Anspruch, Grey besonders nahegestanden zu haben, dies bezeichnen einige Historiker jedoch als politisch motivierte Behauptung. Anfangs wurde Seddon von vielen Parlamentsabgeordneten wegen seines „Provinzakzents“ und seiner fehlenden formalen Bildung verspottet. Er erwies sich im Parlament dessen ungeachtet als ziemlich effektiv, insbesondere in der Verzögerung bestimmter Gesetzesinitiativen. Sein politischer Schwerpunkt lag weiterhin weitgehend auf der West Coast, an vielen anderen Themen hatte er wenig Interesse.

### Liberale Partei
Seddons erhielt erstmals einen Ministerposten, als 1891 die Liberal Party unter John Ballance an die Macht kam.
Im Gegensatz zu Ballance hatte Seddon kein großes Interesse an philosophischem Liberalismus oder anderen Ideologien. Er sah die Liberalen als die Vertreter des „kleinen Mannes“ gegen wirtschaftliche Interessen und Großgrundbesitzer. Sein Einsatz für das, was er als die Interessen der einfachen Neuseeländer ansah, verschaffte ihm beträchtliche Popularität. Angriffe der Opposition, die sich auf seine fehlende Bildung und Raffinesse konzentrierten – ein Gegner bezeichnete ihn gar als „nur teilweise zivilisiert“ – trugen eher dazu bei, seinen neuerworbenen Ruf als Feind des Elitismus zu verstärken.
Seddon wurde bald im ganzen Land populär. Einige seiner Politikerkollegen, die nicht so glücklich waren, beschuldigten ihn, Populismus vor Prinzipientreue zu setzen und anti-intellektuell eingestellt zu sein. Premierminister John Ballance verschrieb sich sehr stark der liberalen Sache, so dem Frauenwahlrecht und den Rechten der Māori, für die sich Seddon nicht so sehr erwärmen konnte. Dennoch glaubten viele Mitglieder der Liberal Party, dass Seddons Popularität von großem Wert für die Partei sei und Seddon bekam eine größere Gefolgschaft.

## Premierminister
1892 erkrankte Ballance schwer und ernannte Seddon zum amtierenden Premierminister. Nachdem Ballance 1893 verstorben war, bat Generalgouverneur David Boyle Seddon wie üblich, eine Regierung zu bilden. Trotz der Weigerung von William Pember Reeves und Thomas Mackenzie, seine Führungsrolle anzuerkennen, gelang es Seddon, die Unterstützung seiner Liberalen Partei als kommissarischer Regierungschef zu erlangen, wobei eine Abstimmung beim erneuten Zusammentreten des Parlamentes vorausgesetzt wurde. Seddons bedeutendster Konkurrent war Robert Stout, der wie Ballance einen starken Glauben an liberale Prinzipien hatte. Ballance hatte Stout als Nachfolger bevorzugt, er starb jedoch, bevor dieser Anspruch gesichert werden konnte. Trotz Seddons Versprechen gab es jedoch keine Abstimmung. Er überzeugte seine Parteikollegen, dass ein Wettbewerb um die Führung die Partei spalten würde oder zumindest tiefe Widersprüche hinterlassen würde. So gelang Seddon ein dauerhafter Erhalt der Führung. Stout war weiterhin einer seiner schärfsten Kritiker. Offizieller Amtsantritt von Seddon war der 27. April 1893.
Seddon war ein starker Premier und setzte seine Autorität mit großer Energie durch. Einmal ging er so weit, zu behaupten, dass alles, was Neuseeland brauche, ein Präsident sei und dass das Kabinett abgeschafft werden könne. Seine Gegner in der eigenen Partei und der Opposition beschuldigten ihn, ein Autokrat zu sein – daraus entstand der Spitzname „King Dick“.
Seddon gab seinen Freunden und Alliierten, besonders denen von der West Coast, verschiedene politische Ämter, während seine Feinde in der Liberalen Partei regelmäßig keine wichtigen Positionen erhielten. Viele der von Seddon Ernannten waren für ihre Stellung nicht qualifiziert – er setzte Loyalität vor Fähigkeit. Einmal – so wird behauptet – soll er einem Verbündeten einen hohen Beamtenposten verschafft haben, obwohl dieser Analphabet gewesen sei. Er wurde auch des Nepotismus beschuldigt. 1905 wurde behauptet, einer seiner Söhne habe eine nicht autorisierte Zahlung erhalten. Dies stellte sich aber als falsch heraus.
Seddon häufte selbst eine große Zahl von Ministerposten an, so war er neben seinem Amt als Premier auch noch Finanzminister (dafür entließ er Joseph Ward), Arbeitsminister (hier ersetzte er William Pember Reeves), Erziehungsminister, Verteidigungsminister, Minister für Māori-Angelegenheiten und Immigrationsminister.
Als Minister für Māori-Angelegenheiten verfolgte Seddon einen allgemein „wohlwollenden“ aber „paternalistischen“ Ansatz. Als Immigrationsminister war er für seine Chinesenfeindlichkeit wohlbekannt. Die sogenannte „Gelbe Gefahr“ war wichtiger Teil seiner populistischen Rhetorik. Er verglich Chinesen mit Affen und in seiner ersten politischen Rede 1879 hatte er erklärt, dass Neuseeland seine Küsten nicht „mit asiatischen Tartaren überschwemmt“ sehen wolle. Er würde „eher Weiße als diese Chinesen ansprechen“, man könne mit diesen nicht sprechen, man könne mit ihnen nicht argumentieren, alles, was man aus ihnen herausbekomme, sei „nix verstehen“.
Er beschuldigte die vorhergehenden Regierungen auch des Fehlens einer festen Haltung gegenüber den Maori. Er sagte: „die Kolonie solle, anstatt Gatling Guns zum Kampf gegen die Maori zu kaufen, den Krieg mit Locomotiven führen“, Straßen und Schienenwege erzwingen und das „Land an beiden Seiten“ gegen Entschädigung enteignen.

### Politik
Eine der politischen Aktivitäten, für die Seddon heute bekannt ist, ist der Old-age Pensions Act von 1898, der die Basis für den von Michael Joseph Savage und der Labour Party aufgebauten Wohlfahrtsstaat legte. Die Labour Party beanspruchte auf dieser Basis eine gewisse Nähe zu Seddon. Seddon verfolgte dieses Vorhaben trotz Opposition aus zahlreichen Richtungen mit großer Energie. Dass das Gesetz erfolgreich durch das Parlament gebracht wurde, wird oft als Zeugnis für Seddons politische Macht und seinen Einfluss angesehen. Andere Sozialprogramme, die Seddon zugeschrieben werden, sind Renten für Lehrer und Aktivitäten zur Verbesserung der Wohnbedingungen für Arbeiter.

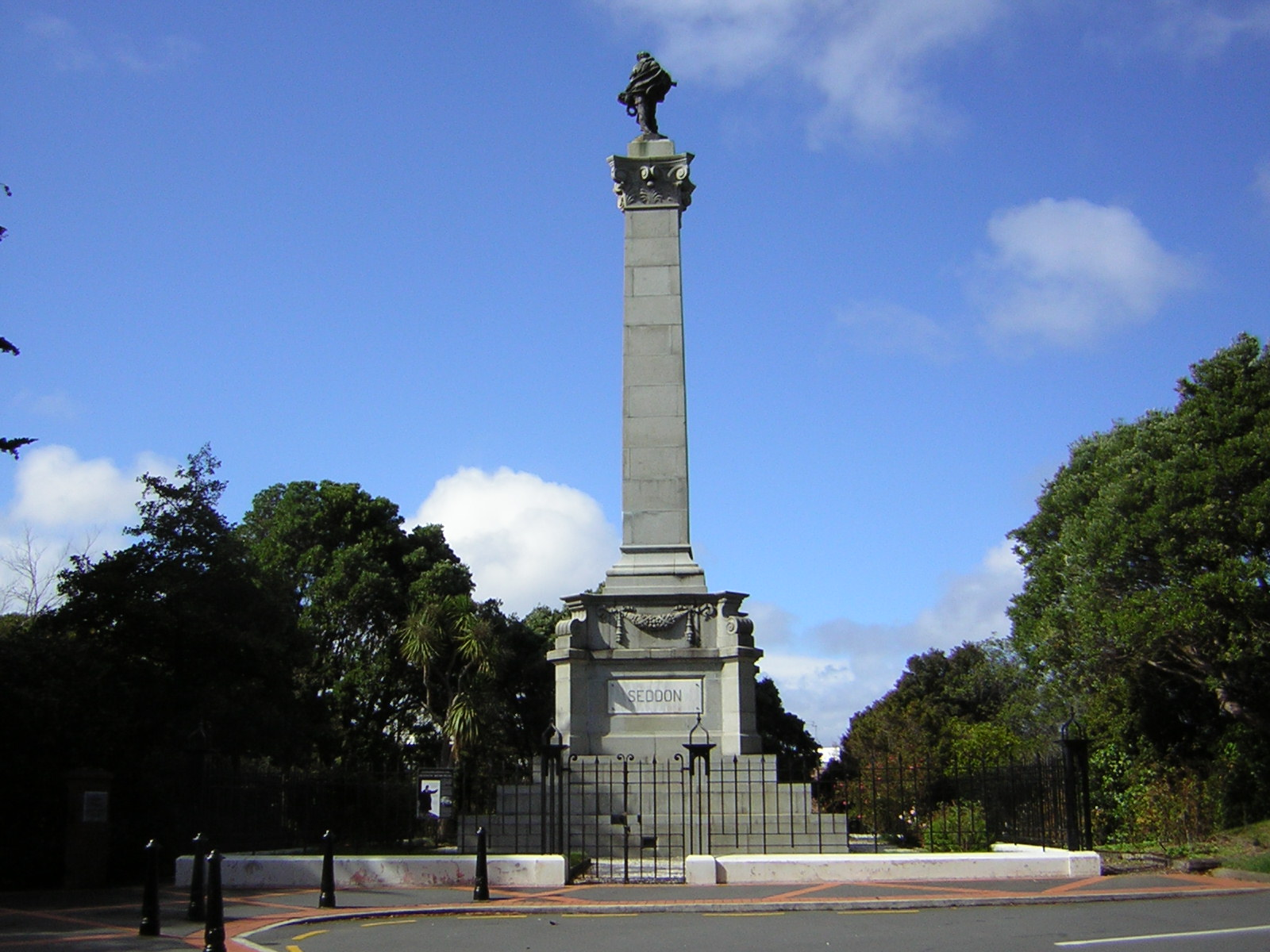
Seddons Grab in Wellington

Seddons schwerste Niederlage betraf das Frauenwahlrecht in Neuseeland. John Ballance, Gründer der Liberalen Partei, war ein starker Unterstützer des Frauenwahlrechts und erklärte seinen Glauben in die „absolute Gleichheit der Geschlechter“. Seddon war hingegen Gegner des Frauenwahlrechts. Das führte zu erheblichen Diskussionen in der Liberalen Partei. Schließlich gelang es den Befürwortern des Frauenwahlrechts gegen den Widerstand Seddons, ein entsprechendes Gesetz zu verabschieden. Als Seddon erkannte, dass das Inkrafttreten des Gesetzes nicht mehr zu verhindern war, änderte er seinen Standpunkt und nahm damit für sich in Anspruch, den Willen des Volkes zu respektieren. Tatsächlich aber ergriff er Maßnahmen, um sicherzustellen, dass der Legislative Council sein Veto gegen das Gesetz einlegen würde, wie er dies schon zuvor getan hatte. Seddons Lobbyarbeit im Council wurde von vielen als hinterhältig angesehen, so dass zwei Ratsmitglieder trotz ihrer Gegnerschaft gegenüber dem Frauenwahlrecht aus Protest zugunsten des Gesetzes stimmten.
In der Außenpolitik war Seddon ein Unterstützer des British Empire. Nach der Teilnahme an der Kolonialkonferenz in London 1897 wurde er „als einer der Pfeiler des britischen Imperialismus“ bekannt. Er unterstützte die Briten im Zweiten Burenkrieg und befürwortete Vorzugsbedingungen im Handel zwischen den britischen Kolonien. Er ist auch dafür bekannt, dass er eine Herrschaftsrolle Neuseelands als „Britannien des Südens“ gegenüber den Pazifikinseln befürwortete. Seddons Pläne konzentrierten sich darauf, die Vorherrschaft über Fidschi und Samoa zu erlangen. Am Ende kamen jedoch während seiner Amtszeit nur die Cook Islands unter neuseeländische Kontrolle, Samoa kam später hinzu.

## Privatleben und Tod
Seddon war Anglikaner. 1869 heiratete er Louisa Jane Spotswood und hatte mit ihr neun Kinder.
Seddon blieb 13 Jahre Premier, schließlich wurden die Rufe nach einem Rückzug aus der Politik jedoch häufiger. Mehrere Versuche, ihn durch Joseph Ward zu ersetzen, scheiterten. Auf der Rückkehr aus Australien an Bord des Schiffes Oswestry Grange erkrankte Seddon plötzlich und starb. Er wurde in Wellington begraben und sein Grab mit einem großen Denkmal geschmückt. Sein Nachfolger im Amt wurde William Hall-Jones.

## Ehrungen
Eine Statue Seddons steht außerhalb des Parlamentsgebäudes. Ein Ort in Neuseeland und eine Vorstadt von Melbourne in Australien wurden nach ihm benannt. Sein Sohn Thomas Seddon folgte ihm als Parlamentsabgeordneter für Westland. Der Zoo von Wellington entstand aus einem jungen Löwen, der Seddon vom Zirkus Bostock and Wombwell geschenkt wurde. Der Löwe wurde später zu seinen Ehren King Dick genannt und sein ausgestopftes Fell ist im Erdgeschoss des Wellington Museum zu sehen.